# Tarkasnawa
Tarkasnawa, o Tarkondemos (... – post 1220 a.C.), è stato un re dello stato arzawa di Mira nella seconda metà del XIII secolo a.C..

## Biografia
Figlio del sovrano Alantalli, ascese al trono di Mira come vassallo Ittita nei primi anni del regno di Tudhaliya IV, probabilmente attorno al 1235 a.C., allorquando il sovrano ittita rimosse suo padre reo di aver attaccato dei possedimenti di confine ittiti.
Da oltre un secolo Mira era il principale e più fedele alleato di Hattusa nell'area Arzawa, se si eccettua un breve periodo di rivolta del nonno di Alantalli, Mashuiluwa, verso la fine del XIV secolo; la rivolta dovette cogliere di sorpresa Tudhaliya, che tuttavia non tardò a reagire e con la forza delle armi sconfisse Alantalli (il cui destino è incerto: potrebbe anche essere morto negli scontri) e lo sostituì sul trono con il figlio Tarkasnawa che all'epoca doveva essere molto giovane.
Evidentemente stimando le capacità e la fedeltà del giovane vassallo, il sovrano ittita compì una scelta senza precedenti, innalzando lo stato di Mira ad una sorta di supervisore regionale dell'area Arzawa : in sostanza gli altri vassalli della zona per la prima volta non dovevano relazionarsi e riferire alla corte di Ḫattuša, ma a Tarkasnawa, che poi sarebbe stato l'interlocutore di Tudhaliya.
Gli studiosi ritengono che l'accordo abbia funzionato: l'area Arzawa sarebbe rimasta relativamente stabile per decenni ed anzi le forze congiunte di Tudhaliya IV e Tarkasnawa avrebbero attaccato ed espugnato Millawata /Mileto, la roccaforte anatolica per decenni dello stato miceneo di Ahhiyawa (1225 ca.), cancellando così definitivamente ogni pretesa espansionistica di quest'ultimo nella zona.
Con il passare degli anni, ed il lento declino dell'impero ittita alle prese con la crescente pressione degli Assiri ad Est e le consuete lotte dinastiche per il trono, la posizione di Mira deve essere cambiata: dalla corrispondenza infatti si nota che, pur restando vassallo, il tono con cui Tudhaliya IV si rivolge a Tarkasnawa è assai conciliante, quasi da pari, chiamandolo "Mio figlio"; chiede e non impone, rammenta obblighi del suddito verso di lui per ottenere ciò che domanda; oggi gli studiosi ritengono che verso la fine del regno di Tarkasnawa o in quello del suo successore (quindi negli ultimi anni dell'avventura Ittita), Mira possa essere stato il fulcro di un nuovo, unico stato Arzawa, come quello che un secolo e mezzo prima si era unito sotto Uhha-Ziti, ma stavolta non antagonista degli Ittiti, semmai alleato o debolmente suddito.
C'è oggi quasi totale accordo tra gli studiosi sul fatto che Tarkasnawa sia il destinatario della famosa Lettera di Millawata.
Di recente Hawkins ha decifrato una serie di rilievi sul passo montano di Karabel (appunto detti Rilievi di Karabel), ritenuti la stele di confine dello stato di Mira; in essi Tarkasnawa elenca la propria genealogia di famiglia reale fino al nonno Kupanta-Kurunta, un ulteriore segno, assieme ad un sigillo reale ritrovato a Bogazkoy con impresso il nome inizialmente letto come "Tarkondemos" ed oggi invece tradotto in "Tarkasnawa", del potere e dell'importanza raggiunti dallo stato di Mira e dal suo re.
Tarkasnawa deve essere morto nei primissimi anni del XII secolo; è possibile che tale Parhuitta (o Mashuitta) che compare in una missiva inviata da un sovrano ittita gli sia succeduto sul trono e che possibilmente fosse suo figlio.